# 추억들~추억~
추억들~추억~은 명탐정 코난에 사용된 싱글이다.

## 개요
- 애니메이션 《명탐정 코난》의 방송 개시 10주년을 기념해서 발매되었다..
- 수록곡은 양곡 모두 이오리의 곡의 커버이다.

## 수록곡
1. 추억들~추억~(想い出たち〜想い出〜)
  - 작사: 오이카와 네코, 작곡 · 편곡: 오노 카츠오
2. 내가 있어(코난의 테마)(ぼくがる〜コナンのテーマ〜)
  - 작사: 아쿠 유, 작곡 · 편곡: 오노 카츠오
3. 추억들~추억~ (카라오케)
4. 내가 있어(코난의 테마) (카라오케)